# Bruinflankjanfrederik
De bruinflankjanfrederik (Dessonornis anomalus) is een zangvogel uit de familie Muscicapidae (vliegenvangers).

## Verspreiding en leefgebied
Deze soort telt 4 ondersoorten:
- D. a. grotei: oostelijk en zuidelijk Tanzania.
- D. a. anomalus: Mount Mulanje (zuidelijk Malawi) en Mount Namuli (noordelijk Mozambique).
- D. a. macclounii: zuidwestelijk Tanzania, noordelijk Malawi en noordoostelijk Zambia.
- D. a. mbuluensis: het noordelijke deel van Centraal-Tanzania.